# Història de la pólvora als Països Catalans

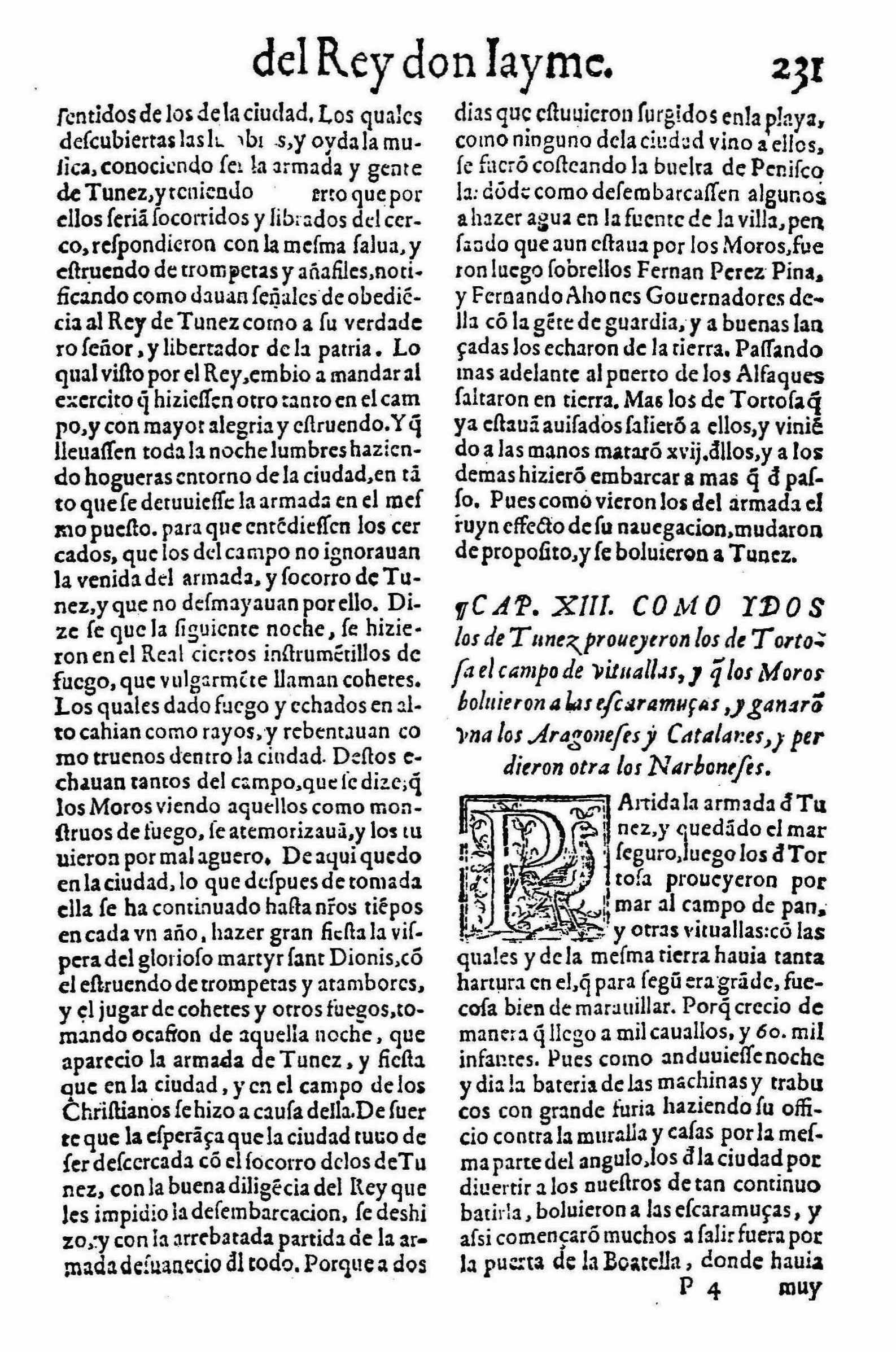
Crònica de Bernardino Gómez Miedes

L'ús de la pólvora a Catalunya està documentat per primer cop per part del rei Jaume el Conqueridor durant la conquesta de Mallorca el 1229 a la crònica sarraïna Kitab Tarih Mayurqa del segle xiii, i més tard a la conquesta de València del mateix Jaume I el 1234. S'esmenta en obres de l'època, a més de la crònica sarraïna de Kitab Tarih Mayurqa (segle xiii), a la crònica llatina de Pere Marsili (1313) i la crònica de Bernardino Gómez Miedes (1584).
La Corona d'Aragó tengué, doncs, un paper important en la introducció de la pólvora com a arma de guerra a Europa. Aquest ús primerenc de la pólvora en territori català fou detectat per l'enciclopèdia Espasa (1934) i a un article del Memorial de Artilleria de 1929, el qual és citat en dues conferències presentades en dos simposis de l'IAA i publicades per la NASA el 1977. Hi ha documentació a bastament que documenten la utilització de la pólvora per les tropes de Jaume el Conqueridor, encara que no en forma d'armes de foc com les utilitzades pels anglesos a la batalla de Crécy (1345), moment universalment acceptat com el primer ús d'armes de foc en una batalla.

## Salnitre a Catalunya
Partington, en parlar del salnitre, cita l'obra De Alchymia de Michael Scot del segle xiii:
| «               | “Et in Hispania invenitur versus Aragoniam in quodam monte juxta mari”.. | » |
| — Michael Scott |                                                                          |   |

Qualsevol muntanya de la corona d'Aragó al costat del mar havia de ser a Catalunya per força.
Segons Michael Scot, doncs, el sol lloc de l'Europa cristiana on es podia trobar el salnitre (el component més important de la pólvora) era Catalunya; per exemple, es podia tractar de les coves de Collbató, conegudes ja en el Neocè, el guano (excrements de rat penat) dipositat al llarg de milers d'anys es va convertir en salnitre per lixiviació per aigua meteòrica. El mètode de les nitraries descrit al Feuerwerkbuch (un manuscrit de Friburg), que es va fer servir a Alemanya el segle xv, imita exactament el que la naturalesa ha fet tota sola durant aquests milers d'anys.
Així doncs, durant el seu regnat Jaume I disposava de l'únic subministrament de salnitre de tota l'Europa cristiana per fabricar la seva pólvora, sempre segons Michael Scot.

## Arribada de la pólvora a Europa

### Coets utilitzats pels xinesos i mongols alseglexiii
Un dels primers casos registrats de la utilització dels coets com a armes de guerra va ser contra els mongols pels xinesos en el setge de Kai Fung Foo, el 1232dC: es tractava d'una sageta amb un tub de pólvora que constituïa una sageta de foc volant. Els atacants mongols van fugir plens de terror, tot i que els coets eren imprecisos i relativament inofensius.
La tecnologia de coets va ser coneguda pels europeus, per primera vegada, en el seu ús per part dels mongols Genguis Kan i Ogodei quan van conquerir Rússia, Europa Oriental i parts d'Europa Central. Els mongols havien obtingut la tecnologia xinesa durant la conquesta de la part nord de la Xina i posterior ocupació agafant experts en coets xinesos com a mercenaris per a l'exèrcit mongol. Hi ha informes de la Batalla de Consell l'any 1241 que descriuen l'ús de coets com a armes per part dels mongols contra els hongaresos.
A més, la propagació de míssils a Europa també va ser influït pels otomans en el setge de Constantinoble el 1453, encara que és molt probable que els otomans es veiessin influïts per la invasió mongola dels segles precedents, puix que apareixen en la descripció de la captura de Bagdad el 1258 per part dels mongols.

### La pólvora usada pels musulmans a Espanya elseglexiii
En algunes històries documentades sobre armes de guerra de l'edat mitjana i el Renaixement hi ha una mancança notable en la història de la pólvora i els canons dels segles xiii i xiv. Alguns autors salten de la Xina a l'Extrem Oriental, fins a Europa a l'extrem occidental sense una mínima referència o cap referència als països islàmics i àrabs, que s'estenen per tots els territoris que van de l'est fins a l'oest. Al segle xiii, era una mica difícil que la tecnologia fos transferida entre els dos extrems del vell món sense passar pel món islàmic i àrab que fins i tot hi va poder afegir alguna millora.

## Usos durant la Conquesta de Mallorca
L'ús de diversos artilugis explosius per part de l'host catalana durant el setge de Madîna Mayûrqa el 1229 és documentat en diverses cròniques que descriuen els fets: la Crònica àrab de la Conquesta, la crònica de Pere Marsili i la crònica de Bernardino Gómez Miedes, del segle xvi.

### Crònica sarraïnaKitāb Tā’rīẖ Mayūrqa
La crònica sarraïna Kitāb Tā’rīẖ Mayūrqa del segle xiii esmenta a una part del text quelcom que J. M. Dorado al seu llibre interpreta com la primera utilització documentada de la pólvora:
| « | ..Després va ordenar calar foc al fustam que hi havia sota la muralla i en aquest mateix instant va aparèixer el senyal veritable de la seva existència i, de l'interior de la terra, va brotar volant el llampec, i amb tan gran brillantor que tot el que estava al seu voltant es va enfosquir. Al punt, la muralla va caure i juntament amb tres de les torres, i es van llançar els Rum (cristians) al combat, i els seus soldats, com ones excitadores, avançaven... | » |

### Crònica llatina de Pere Marsili
A la versió llatina del Llibre dels fets de Pere Marsili, de 1313, intitulada Chronica gestorum invictissimi domini Jacobi Primi Aragonia regis, en narrar la conquesta de València (1238) podem llegir l'expressió illo terribili instrumento, que en èpoques primitives dels explosius (Dante, Petrarca i fins encara Montaigne) sempre es feia servir per descriure algun instrument relacionat amb la pólvora, afegint fins i tot que era propi de l'infern.
| «                                                                                                  | ...victoriis admirabiles, fidei adversariis terribiles, perpetua fama felices, Ulos terribiles faciebat (1)- Quarta die, post missam venit nuncius, qui dixit sarraceni terribilifous vocibus usque ad celum, et impetuose accedentes recuperaverunt immobilia, et aportato illo terribili instrumento quod ipsi fecerant fieriex ponitis, et terribili populo et genti inamicabili vos coniungi speciali nostra effecit terribilem, ut non potuerint permanere Multiplicavit dies | » |
| — La Crónica Latina de Jaime I, M.D.Martínez San Pedro ISBN 84-398-1153-5 Gráficas Ortiz - Almeria | |   |

## Usos durant la Conquesta de València
Durant la Conquesta de València, culminada el 1238, també es documenta l'ús de coets per combatre l'exèrcit enemic. La host del rei en Jaume se serví d'una mena de bombes formades per quatre làmines de pergamí impregnades de materials inflamables, que foren llançats per mitjà de màquines contra l'enemic, on van explotar quan van caure. Així, l'historiador aragonès Bernardino Gómez Miedes va escriure una narració sobre la vida i les gestes del rei en Jaume, de les quals publicà una versió en castellà el 1584. En la narració de la presa de València també parla de l'ús de la pólvora:
| « | ...Dícese que la siguiente noche se hicieron en el real ciertos instrumentillos de fuego, que vulgarmente llaman cohetes, los quales dando fuego y echados en alto cahían como rayos, y rebentavan como truenos dentro la ciudad. Dellos echavan tantos del campo que se dice que los Moros, viendo aquellos como monstruos de fuego, se atemorizavan y los tuvieron por mal agüero... | » |

El cronista els anomena coets, però això no és ben bé així perquè no eren autopropulsats ans ans foren llançats per mitjà de màquines.
L'Enciclopèdia Espasa també menciona l'episodi de la presa del castell de Museros per part de l'exèrcit del rei en Jaume a propòsit de l'ús de falàriques, fletxes llancívoles inflamables.
La història de Gaspar Escolano també recull aquest ús de pólvora.

## La preeminència de la Corona d'Aragó en l'ús de la pólvora
Andrés Bernáldez, a la seva Historia de los Reyes Católicos don Fernando y doña Isabel, diu, en el context del setge de Màlaga (1487), durant la guerra de Granada (cinc anys abans del descobriment d'Amèrica):
| « | “e faltó pólvora en el real, mandó el rei una galera por pólvora a Valencia i prestamente fue venida con ella..” | » |
| — Andrés Bernáldez, Història dels Reis Catòlics D. Fernando i Doña. Isabel (Impr. que fué de J. M. Geofrin. Sevilla 1869. Tom I. Cap. 813). | |   |

El detall és important: parla del rei, Ferran el Catòlic, rei d'Aragó, i no de la reina. Atès que llocs com Cadis o Sevilla eren molt més pròxims que no pas València, cal pensar que, cinc anys abans del descobriment d'Amèrica, en plena guerra de Granada, la pólvora encara la feien a València, i no a Castella (només Aragó disposava de salnitre).

## El terme per designar la pólvora
El terme pólvora en castellà (procedent, fos quina fos la via, del llatí pulvis -eris) és una manlleu al català, atès que el terme equivalent que tenia el castellà per referir-se a una substància sòlida convertida en pols era polvos. Justament, també és d'origen català el nom d'un dels seus components, el salitre (del català salnitre).
De fet, en quasi totes les altres llengües veïnes el mot per la pólvora 'substància explosiva' és una extensió de significat del mot que s'empra per la 'substància sòlida convertida en pols'. La paraula pólvores fa part del lèxic patrimonial del català, i està documentada dels orígens de la llengua el segle xiii, amb el significat de 'substància sòlida convertida en pols'; en castellà i en portuguès, en canvi, solament significa 'substància explosiva', i es documenta dos-cents anys més tard, de manera que té tot l'aspecte de tractar-se d'una extensió de significat que té lloc en català en aparèixer la substància explosiva i que el nom per aquesta es transmetés a les dites dues llengües peninsulars.
| llengua    | 'Conjunt de partícules diminutes no adherides que poden ser portades pel vent' | 'Substància sòlida reduïda a partícules molt fines' | 'Substància explosiva' |
| català     | pols                                                                           | pólvores                                            | pólvora                |
| castellà   | polvo                                                                          | polvos                                              | pólvora                |
| portugués  | pó                                                                             | pós                                                 | pólvora                |
| francès    | poussière                                                                      | poudre                                              | poudre                 |
| anglès     | dust                                                                           | powder                                              | gun powder             |
| italià     | polvere                                                                        | polveri                                             | polvere negra          |
| alemany    | Staub                                                                          | Pulver                                              | Schießpulver, Pulver   |
| neerlandès | stof                                                                           | poeder                                              | poer, kruit, buskruit  |

Segons Coromines la menció de la pólvora explosiva és anterior en documents catalans (document de Cahors 1345: canos fondus, balestas flagelades, carbo per aseiar los canos, trenta sieys liures et meja de salpetra, vint cinq de solphre viu, que feren comprar a Tolosa per far polveryas et traire los canos; 1378: costaren les pólvores de la balesta del tro, 19 diners), que en documents castellans (1456: pólvora para el trueno). S'esmenta a la crònica de l'infant Alfons durant el setge de Tarifa (1340) i al setge d'Algesires (1342-44), però utilitzada pels moros.
Tot plegat prova que la pólvora arribà a Castella per mitjà de Catalunya.